# Гран-Парадізо
Гран-Парадізо, або Гран-Параді (італ. Gran Paradiso, фр. Grand Paradis) — гора Грайських Альп, розташована на межі італійських регіонів Валле-д'Аоста і П'ємонт.

## Особливості
Гран-Парадізо — 7-ма за висотою гора в Грайських Альпах (найвища — Монблан). Це єдина гора висотою понад 4000 м н.р.м., цілком розташованая на італійській території. Таким чином вона по праву може вважатися найвищою вершиною Італії.
Гран-Парадізо входить до однойменного національного парку, найстарішого в Італії.
На вершині Гран-Парадізо встановлено статую Мадонни.

## Сходження
Перше сходження на Гран-Парадізо було здійснено 4 вересня 1860 року Джоном Коуеллом по північно-західному схилу гори. Зараз це найпопулярніший і найпростіший маршрут (категорії 1Б) на вершину гори. Існує також велика кількість інших альпіністських маршрутів різної складності.
На Гран-Парадізо альпіністи звичайно стартують з притулку Шабо (фр. Chabod) або Віктора Емануїла II (італ. Vittorio Emanuele II, фр. Victor Emmanuel II).

## Ресурси Інтернету
- Вікісховище має мультимедійні дані за темою: Гран-Парадізо
- Офіційний сайт Національного парку Гран-Парадізо [Архівовано 29 листопада 2014 у Wayback Machine.] (італ.)
- Peakware.com [Архівовано 29 серпня 2014 у Wayback Machine.] (англ.)
- Summitpost.org [Архівовано 8 серпня 2014 у Wayback Machine.] (англ.)